# Mes enfants étrangers
Mes enfants étrangers est un téléfilm français réalisé par Olivier Langlois et diffusé pour la première fois le 15 avril 1998 sur France 2.

## Synopsis
Une jeune femme retrouve ses enfants après la mort de son ex-mari. Celui-ci avait enlevé les enfants quelques années auparavant...

## Fiche technique
- Scénario : Karine Mazloumian
- Pays :  France
- Production : Renato Santos
- Musique : Michel Portal
- Durée :

## Distribution
- Philippine Leroy-Beaulieu : Pat
- Patrick Catalifo : Marc
- João Anjos : Paulo
- Maria Fernandes : Elena
- Nadia Barentin : Janou
- Ana Padrão : Eva
- Carlos Santos : Le grand-père
- Adelaide João : La grand-mère